# Jean-Pierre Brucato
Pour les articles homonymes, voir Brucato (homonymie).
Jean-Pierre Brucato, né le 7 avril 1944 à Créteil et mort le 22 mars 1998 à Lisieux, est un footballeur et entraîneur français.
Il évolue au poste d'arrière latéral et mesure 1,69 m pour 66 kg.

## Palmarès

### Joueur
- Vainqueur de la Coupe de France en 1965 avec le Stade rennais
- Champion de France de D2 en 1967 avec l'AC Ajaccio